# Zaire en los Juegos Olímpicos de Barcelona 1992
Zaire (actualmente República Democrática del Congo) estuvo representado en los Juegos Olímpicos de Barcelona 1992 por un total de 17 deportistas, 15 hombres y 2 mujeres, que compitieron en 4 deportes.
El equipo olímpico no obtuvo ninguna medalla en estos Juegos.